# Marcellus Stearns
Marcellus Lovejoy Stearns, född 29 april 1839 i Oxford County, Maine, död 8 december 1891 i Montgomery County, New York, var en amerikansk republikansk politiker. Han var guvernör i delstaten Florida 1874-1877.
Stearns studerade vid Waterville College (numera Colby College). Han deltog i amerikanska inbördeskriget i nordstaternas armé och avancerade till major. Han förlorade en arm i slaget vid Winchester. Han studerade sedan juridik.
Stearns var delegat till Floridas konstitutionskonvent 1868. Han var ledamot av Florida House of Representatives, underhuset i delstatens lagstiftande församling, 1868-1872; 1869 var han talman.
Stearns var Floridas viceguvernör 1873–1874. Guvernör Ossian B. Hart avled 1874 i ämbetet och efterträddes av Stearns. Han skötte guvernörsämbetet fram till 2 januari 1877.